# 石井愛子
石井 愛子（いしい あいこ、1995年1月8日 - ）は、高知さんさんテレビのアナウンサー。大阪府守口市出身。

## 来歴・人物
近畿大学経営学部経済学科卒業。近畿大学在学中には近畿大学パフォーマンスユニット『KINDAI GIRLS 2016』に在籍し、つんく♂作詞作曲のオリジナル曲『青春×青春（せいしゅんかけるせいしゅん）』をリリースしている。それと並行して大阪のアナウンススクール「セイアカデミー」に通っていた。
2017年に高知さんさんテレビ入社。
11年間ジャズダンスをしていた。

## 現在の担当番組
- Live News イット!(週末版) - ローカルパート[3]
- プライムこうち[3](主にリポーター)
- 高島康影のみんなでゴルフ[3]
- プライムニュース&天気

## 過去の担当番組
- おちゃのまLive さんスタ!
- プライムこうちF[3]